# Respublika (Azerbaïdjan)
Pour les articles homonymes, voir Respublika.
Respublika (en français : République) est un journal quotidien azerbaïdjanais et un organe officiel du Cabinet d'Azerbaïdjan.

## Histoire
Le journal est fondé en 1990. Le rédacteur en chef du journal est Humbet Musayev.
En mai 2024, lors des émeutes en Nouvelle-Calédonie, le journal titre « La France doit des excuses à l’humanité » et écrit « les Français provoquent des bains de sang partout où ils posent le pied ».